# Tony Birchenhough
Tony Birchenhough (ur. 28 maja 1934 roku, zm. 26 marca 2014 roku) – brytyjski kierowca wyścigowy.

## Kariera
Birchenhough rozpoczął karierę w międzynarodowych wyścigach samochodowych w 1968 roku od startu w wyścigu Solituderennen, w którym został sklasyfikowany na piętnastej pozycji. W późniejszych latach Brytyjczyk pojawiał się także w stawce 24-godzinnego wyścigu Le Mans (w latach 1976 oraz 1978-1979), World Championship for Drivers and Makes oraz German Racing Championship. W 1976 i 1979 stanął na drugim stopniu podium 24-godzinnego wyścigu Le Mans w klasie S 2.0.